# Волкејно (Хаваји)
Волкејно (енгл. Volcano) насељено је место за статистичке потребе у америчкој савезној држави Хаваји. По попису становништва из 2010. у њему је живело 2.575 становника.

## Демографија
Према попису становништва из 2010. у граду је живело 2.575 становника, што је 344 (15,4%) становника више него 2000. године.
| Група             | 2000.         | 2010.         |
| Белци             | 1.033 (46,3%) | 1.277 (49,6%) |
| Афроамериканци    | 11 (0,5%)     | 19 (0,7%)     |
| Азијати           | 254 (11,4%)   | 298 (11,6%)   |
| Хиспаноамериканци | 207 (9,3%)    | 227 (8,8%)    |
| Укупно            | 2.231         | 2.575         |